# Агаханов, Назар Хангельдыевич
Наза́р Хангельды́евич Агаха́нов (род. 25 июня 1954, Ашхабад, Туркменская ССР) — российский математик, доцент кафедры высшей математики МФТИ, кандидат физико-математических наук.
C 1974 года член жюри Всесоюзной (в 1992 году — Межреспубликанской, c 1993 года — Всероссийской олимпиады школьников по математике). Лидер национальной команды России на Международной математической олимпиаде, председатель Консультативного совета Международной математической олимпиады.

## Биография
Сын кинорежиссёра Хангельды Агаханова. Учился в школе № 6 Ашхабада. Во время учёбы в Московском университете, по приглашению Н. Н. Константинова начал вести математический кружок в МГУ. В 1974 году впервые член жюри Всесоюзной олимпиады школьников по математике.
В 1976 году окончил механико-математический факультет МГУ, в 1979 — аспирантуру там же.
В 1970-е годы преподавал в 57-й школе Москвы, а с 1989 года — в 5-й школе Долгопрудного. Защитил кандидатскую диссертацию «Смешанные задачи сопряжения для слабо и сильно иррегулярных уравнений» (1988).
В настоящее время работает на кафедре высшей математики МФТИ, возглавляет отделение математики Лаборатории по работе с одарёнными детьми. 23 марта 2023 года в Елецком университете защитил диссертацию на соискание учёной степени доктора педагогических наук по теме «Научно-методическое обеспечение работы с математически одарёнными детьми в многоуровневой системе предметных олимпиад и конкурсов» (научный консультант С. В. Щербатых; официальные оппоненты В. А. Далингер, Е. И. Деза и М. В. Шабанова).
Дочь Ольга (род. 1992) — педагог, ассистент кафедры информатики и вычислительной математики МФТИ, преподаватель ряда выездных школ по подготовке к олимпиадам (в Казани, Долгопрудном, Сочи), член жюри этапов Всероссийской олимпиады школьников по математике, игрок спортивного «Что? Где? Когда?».

## Книги и статьи
- Агаханов Н.Х., Купцов Л.П., Нестеренко Ю.В. Математические олимпиады школьников. — М.: Просвещение, 1997. — 207 с. — 20 000 экз. — ISBN 5-09-007093.
- Школьные математические олимпиады / Сост. Н.Х. Агаханов, Д.А. Терёшин, Г.М. Кузнецова. — 2-е изд., стер.. — М.: Дрофа, 2001. — 127 с. — (Шк. олимпиады). — 5000 экз. — ISBN 5-7107-4497-2.
- Агаханов Н. Х., Власов В. В., Коваленко Л. И., Романко В. К. Сборник задач по дифференциальным уравнениям и вариационному исчислению. — Юнимедиастайл, 2002. — 256 с. — 5000 экз. — ISBN 5-93208-120-1.
- Агаханов Н. Х., Подлипский О. К. Математические олимпиады Московской области. 1993–2005. — Издание 2-е, исправленное и дополненное. — М.: Физматкнига, 2006. — 320 с. — 2000 экз. — ISBN 5-89155-141-1.
- Агаханов Н. Х., Богданов И.И., Кожевников П.А. Всероссийские олимпиады школьников по математике 1993—2006. — М.: МЦНМО, 2007. — 472 с. — 3000 экз. — ISBN 978-5-94057-262-6.
- Агаханов Н.Х., Богданов И.И., Кожевников П.А. Математика: Всероссийские олимпиады: Выпуск 1. — М.: Просвещение, 2008. — 192 с. — (Пять колец). — 10 000 экз. — ISBN 978-5-09-017182-3.
- Математика. Всероссийские олимпиады / Н. Х. Агаханов, О. К. Подлипский.. — М.: Просвещение, 2009. — 157 с. — (Пять колец). — 7000 экз. — ISBN 978-5-09-018636-0.
- Математика. Международные олимпиады / Н. Х. Агаханов, П. А. Кожевников, Д. А. Терёшин. - Москва : Просвещение, 2010. - 127, [1] с. : ил.; 21 см. - (Пять колец).; ISBN 978-5-09-019788-5
- Петерсон Л. Г., Агаханов Н.Х., Петрович А.Ю., Подлипский О.К., Рогатова М.В., Трушин Б.В. Алгебра. 8 класс. Учебник для средней школы. – М.: Издательство «Ювента».
  - Часть 1. – М., 2014. – 128 с. ISBN 978-5-85429-638-0
  - Часть 2. – М., 2014. – 160 с. ISBN 978-5-85429-639-7
  - Часть 3. – М., 2014. – 144 с. ISBN 978-5-85429-640-3
- Петерсон Л.Г., Агаханов Н.Х., Петрович А.Ю., Подлипский О.К., Рогатова М.В., Трушин Б.В. Алгебра. 9 класс. Учебник для средней школы.– М.: Издательство «Ювента»
  - Часть 1. – М., 2014. – 176 с. ISBN 978-5-85429-645-8
  - Часть 2. – М., 2014. – 200 с. ISBN 978-5-85429-646-5

## Награды
- Медаль ордена «За заслуги перед Отечеством» II степени (14 ноября 2022 года) — за заслуги в научно-педагогической деятельности, подготовке квалифицированных специалистов и многолетнюю добросовестную работу[9]
- Лауреат премии Правительства Российской Федерации в области образования (25 октября 2010 года)  — за научно-практическую разработку «Система развития всероссийских предметных олимпиад школьников, отбора и подготовки национальных сборных команд России на международные олимпиады по физике и математике»[10]
- Знак отличия Главы города Долгопрудного «Во славу Долгопрудного» (2010 год)[11]